# Hyperolius sankuruensis
Hyperolius sankuruensis es una especie de anfibios de la familia Hyperoliidae.
Es endémica de República Democrática del Congo.
Su hábitat natural incluye pantanos, marismas de agua dulce y corrientes intermitentes de agua dulce.